# TrapXFicante
TrapXFicante es el sexto álbum de estudio del cantante de reguetón puertorriqueño Farruko. Fue lanzado el 15 de septiembre de 2017 mediante el sello discográfico Carbon Fiber Music y el sello distribuidor Sony Music Latin. Cuenta con 22 canciones y las colaboraciones de Fetty Wap, Darell, Ñengo Flow, Arcángel, Anuel AA, Alexio La Bestia, Bad Bunny, Alexander Espina 

.
El sencillo «Krippy Kush», alcanzó el puesto #5 en la lista Hot Latin Songs de la revista Billboard y fue certificada multiplatino por la RIAA. El 18 de abril de 2018, fue certificado como Disco de Platino por la RIAA.

## Lista de canciones
| N.º | Título                                         | Duración |  |
| 1.  | «TrapXficante»                                 | 3:31     |  |
| 2.  | «Llégale»                                      | 3:39     |  |
| 3.  | «Krippy Kush» (con Bad Bunny y Rvssian)        | 3:50     |  |
| 4.  | «Explícale»                                    | 3:50     |  |
| 5.  | «No confío» (con Alexio La Bestia)             | 4:03     |  |
| 6.  | «Te vas conmigo»                               | 3:11     |  |
| 7.  | «Le falté el respeto al dinero» (con Arcángel) | 4:08     |  |
| 8.  | «Amaneció»                                     | 3:59     |  |
| 9.  | «Chá chá chá» (con Jacob Forever)              | 3:19     |  |
| 10. | «Para acá»                                     | 3:06     |  |
| 11. | «MP5» (con Ñengo Flow y Darell)                | 3:30     |  |
| 12. | «Spectrum»                                     | 4:20     |  |
| 13. | «Losing Control» (con Fetty Wap)               | 3:33     |  |
| 14. | «Llama, bebé»                                  | 3:43     |  |
| 15. | «Oscuridad» (con Anuel AA)                     | 4:00     |  |
| 16. | «Lunes-viernes»                                | 3:39     |  |
| 17. | «Suéltate, tú»                                 | 3:55     |  |
| 18. | «Yeah Baby»                                    | 4:13     |  |
| 19. | «Kilo, kilo» (con Químico Ultramega)           | 3:54     |  |
| 20. | «Me cansé»                                     | 3:24     |  |
| 21. | «Mi forma de ser»                              | 3:34     |  |
| 22. | «Don't Let Go»                                 |          |  |